# Kazimierz Banek
Kazimierz Banek (ur. 30 października 1943 w Tarnowie) – polski religioznawca specjalizujący się w historii religii, teorii religii i fenomenologii religii, profesor nauk humanistycznych, nauczyciel akademicki Uniwersytetu Jagiellońskiego (UJ), były dyrektor Instytutu Religioznawstwa UJ.

## Życiorys
W 2003 uzyskał na Wydziale Filozoficznym UJ stopień doktora habilitowanego nauk humanistycznych w zakresie religioznawstwa. W 2012 otrzymał tytuł naukowy profesora nauk humanistycznych.
W 2011 bez powodzenia kandydował z listy Sojuszu Lewicy Demokratycznej do Sejmu RP.
W ekspertyzie przygotowanej w 2013 na zlecenie Ministerstwa Administracji i Cyfryzacji w sprawie zasadności rejestracji Kościoła Latającego Potwora Spaghetii uznał to zjawisko za tzw. religię prześmiewczą (ang. joke religion).

## Wybrane publikacje
- Amfiktionie starożytne, Kraków 1993.
- Historia religii. Religie niechrześcijańskie, Kraków 2007.
- Mistycy i bezbożnicy. Przełom religijny VI-V w. p.n.e. w Grecji, Kraków 2003.
- Opowieść o włosach Zwyczaje, rytuały, symbolika, Warszawa 2010.
- Polsko-ukraińskie badania religii, Kraków 2004.
- Religia a polityka w starożytnej Grecji. Od epoki mykeńskiej do Aleksandra Macedońskiego, Kraków 1985.
- Religia w świecie człowieka, Kraków 2011.
- Szkice o religii greckiej, Kraków 1998.